# Gustaf Blomgren
Gustaf Blomgren (n. 24 decembrie 1887, Göteborg, Suedia – d. 25 iulie 1956, Göteborg, Suedia) a fost un săritor în apă ce a reprezentat Suedia, medaliat olimpic. A participat la o ediție a Jocurilor Olimpice (1912) în care a câștigat o medalie de bronz.